# 도쿄 매그니튜드 8.0
도쿄 매그니튜드 8.0(東京マグニチュード8.0 도쿄 마구니추도[*])은 2009년 7월부터 9월까지 후지TV의 노이타미나에서 방송된 일본의 애니메이션이다. 거대 지진이 발생해 큰 피해를 입은 도쿄를 무대로 하여 한 명의 이재민 소녀 시점으로 전개된다. 또, 방재와 위기 대처에 관한 내용도 다루고 있다.

## 방송 일시
| 방송 채널 | 방송일                    | 방송 시간 |
| --------- | ------------------------- | --------- |
| 후지TV    | 2009년 7월 9일 ~ 9월 18일 | 종료      |

## 줄거리
2012년 7월 21일 토요일. 여름 방학 첫날을 맞은 중학교 1학년의 오노자와 미라이는 남동생 오노자와 유우키와 함께 로봇전을 관람하기 위해 도쿄 오다이바에 갔다. 최근 왠지 기분이 좋지 않았던 미라이는 '이런 세계, 박살나버리면 좋을 텐데.'라며 중얼거리고 있었다.
그 때 진도(매그니튜드) 8.0의 해구형 대 지진이 발생하여 레인보우 브릿지와 도쿄 타워가 무너지는 등 심각한 피해로 이어졌다. 미라이와 유우키는 오다이바에서 만난 퀵 서비스 배달원인 쿠사카베 마리의 도움을 받으며 집으로 돌아가기 위해 필사적인 사투를 벌인다.
그들은 집으로 무사히 돌아갈수 있을까?

## OST
- 오프닝 테마: キミノウタ
- 엔딩 테마: M/elody - 辻詩音

## 같이 보기
- 도호쿠 지방 태평양 해역 지진